# Поуль Петерсен (футболіст)
Поуль Петерсен (дан. Poul Petersen, 11 квітня 1921 — 31 травня 1997) — данський футболіст, що грав на позиції захисника. По завершенні ігрової кар'єри — тренер.
Виступав протягом усієї кар'єри за клуб «Академіск», а також національну збірну Данії, з якою був учасником двох олімпійських турнірів. Згодом очолював цю збірну як головний тренер, очолюючи її на чемпіонаті Європи 1964 року.

## Клубна кар'єра
У дорослому футболі дебютував 1939 року виступами за команду клубу «Академіск», кольори якої і захищав протягом усієї своєї кар'єри гравця, що тривала цілих п'ятнадцять років і за цей час п'ять разів він виграв чемпіонат Данії в 1943, 1945, 1947, 1951 та 1952 роках.

## Виступи за збірну
16 червня 1946 року дебютував в офіційних іграх у складі національної збірної Данії в програшному товариському матчі проти Норвегії (1:2). У 1947 році Петерсен у складі збірної Європи зіграв товариську гру проти збірної Великої Британії, програвши 1:6 на «Гемпден-Парку» у Глазго. Ця гра принесла йому прізвисько «Europa-Poul». 
Напередодні літніх Олімпійських ігор 1948 року Петерсен отримав травму. Він був частиною датської команди на турнірі, але травма йому так і не дозволила зіграти жодної гри протягом всього змагання. Данія виграла бронзові медалі на тому турнірі, після чого більшістю гравців зацікавились європейські клуби, з якими футболісти підписували професійні контракти, через що вони втратили шанс далі грати в олімпійській команді. Поль Петерсен один з небагатьох залишився в Данії, де ще залишався аматорський футбол, і продовжив виступати у складі данської олімпійської команди на літніх Олімпійських іграх 1952 року в Гельсінкі. Цього разу Данія вилетіла в чвертьфіналі від збірної Югославії.
Після другої Олімпіади, на якій гравець зіграв три гри, Петерсен завершив кар'єру у збірній. Всього протягом кар'єри у національній команді, яка тривала 7 років, провів у формі головної команди країни 34 матчі.

## Кар'єра тренера
Розпочав тренерську кар'єру 1962 року, очоливши збірну Данії. Він дебютував на чолі своєї рідної збірної 23 травня 1962 року в програшному матчі проти НДР (1:4).
У 1964 році, після перемоги над Мальтою, Албанією та Люксембургом (остання лише у третьому, додатковому матчі), Данія вийшла на чемпіонат Європи 1964 року у Франції. Данія посіла останнє, четверте місце на турнірі після поразок 0:3 від СРСР і 1:3 після додаткового часу з Угорщиною.
Останній раз в ролі тренера Поульсен очолював збірну Данії 30 листопада 1966 року в матчі відбору на чемпіонат Європи 1968 року проти Нідерландів (0:2). Загалом Петерсен очолював збірну Данії у 47 матчах — 17 перемог, 8 нічиїх і 22 поразки, різниця голів 85-94.
Помер 31 травня 1997 року на 77-му році життя.

## Титули і досягнення
- Чемпіон Данії: 1942-43, 1944-45, 1946-47, 1950-51, 1951-52
- Бронзовий олімпійський призер: 1948